# Lara Fabian

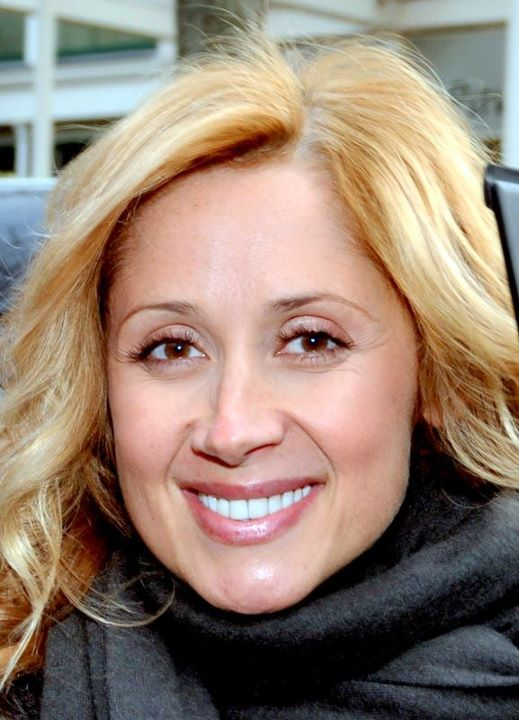
Lara Fabian (2012)

Lara Fabian (* 9. Januar 1970 in Etterbeek als Lara Crokaert) ist eine belgisch-kanadische Sängerin und Songwriterin, die 1988 für Luxemburg am Grand Prix Eurovision teilnahm. Während die Sängerin in der französischsprachigen Welt im Bereich Chanson angesiedelt ist, hat sie international bisher drei englische Alben veröffentlicht, die der Pop- und Adult-Contemporary-Sparte zugeordnet werden.

## Leben und Karriere

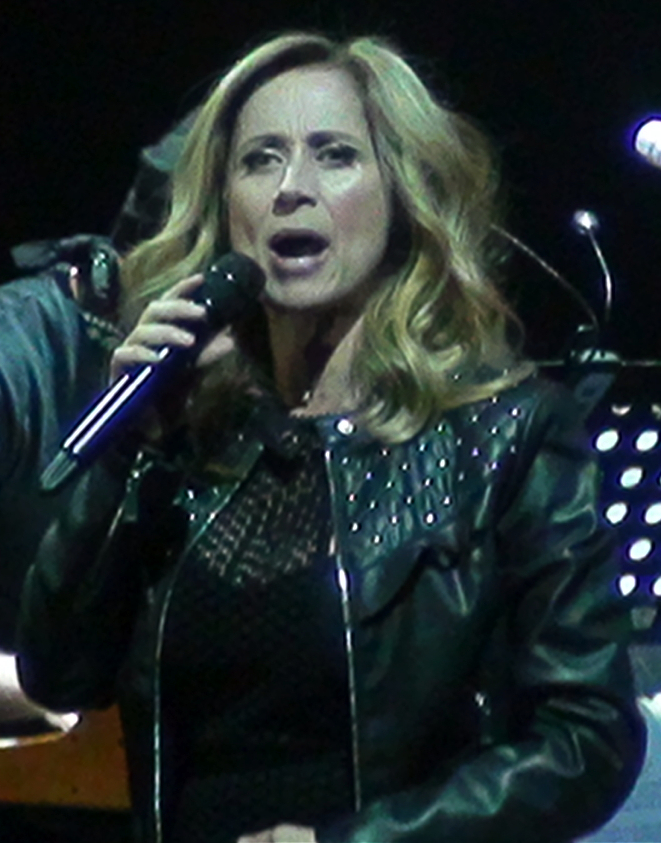
Lara Fabian (2018)

Den ersten Auftritt vor internationalem Publikum hatte Fabian 1988 beim Grand Prix Eurovision in Dublin. Sie trat für Luxemburg an und ihr Titel Croire erreichte Platz vier.
Seit 1997 gehört Fabian zu den großen Gesangstars in Frankreich, Kanada und Belgien. Tout, Je t’aime (1997), Si tu m’aimes (1998), La difference (1999), Adagio (2000) und Immortelle (2002) standen alle in den Top Ten der französischen Charts. Außerdem erreichte sie die Marke mit zwei Duett-Aufnahmen: Requiem pour un fou (1999, mit Johnny Hallyday) und Tu es mon autre (2002, mit Maurane). In Deutschland und den USA hatte sie bisher einen Hit: I Will Love Again aus dem ersten englischsprachigen Album Lara Fabian (2000). Bei der Vermarktung kam ihr seinerzeit zugute, dass Céline Dion 1999 eine lange Pause angekündigt hatte. So sprach man bei der Plattenfirma und etlichen Medien von der „neuen Céline Dion“.
2001 sang sie den Titelsong des Animationsfilmes Final Fantasy: Die Mächte in dir The Dream Within sowie den Titelsong des Steven-Spielberg-Films A.I. Künstliche Intelligenz. For always gibt es in einer Soloversion und in einer Duettversion mit Josh Groban. Die zweite CD mit englischen Titeln, A Wonderful Life, war 2004 in der frankophonen Welt erfolgreich. 2005 erschien ein weiteres Album namens 9.
2007 war Fabian Gast beim Sanremo-Festival, bei dem sie mit dem italienischen Gesangskollegen Gigi D’Alessio im Duett sang. Anschließend wurde die gemeinsame Single Un cuore malato veröffentlicht, wobei die französische Version Un cœur blessé in den französischen Top 20 vertreten war. Mit ihrer im Frühjahr 2013 veröffentlichten CD Le secret gelang ihr wieder der Sprung an die Spitze der französischen Album-Charts.
2015 nahm sie mit dem italienischsprachigen Titel Voce (dt.: „die Stimme“) am Festival di Sanremo teil. Im Hauptwettbewerb erreichte sie den 20. und somit letzten Platz. 2017 erschien mit Camouflage ihr drittes englischsprachiges Album.
Fabian besitzt seit 1996 die kanadische Staatsbürgerschaft und lebt hauptsächlich in Brüssel und Montréal. Sie war mit dem französischen Regisseur Gérard Pullicino liiert und hat mit ihm die gemeinsame Tochter Lou, die am 20. November 2007 auf die Welt kam. Seit Juni 2013 ist sie mit dem italienischen Magier Gabriel di Giorgio verheiratet.

## Diskografie

### Studioalben
| Jahr | Titel                    | Höchstplatzierung, Gesamtwochen, AuszeichnungChartplatzierungen (Jahr, Titel, Platzierungen, Wochen, Auszeichnungen, Anmerkungen) | Höchstplatzierung, Gesamtwochen, AuszeichnungChartplatzierungen (Jahr, Titel, Platzierungen, Wochen, Auszeichnungen, Anmerkungen) | Höchstplatzierung, Gesamtwochen, AuszeichnungChartplatzierungen (Jahr, Titel, Platzierungen, Wochen, Auszeichnungen, Anmerkungen) | Höchstplatzierung, Gesamtwochen, AuszeichnungChartplatzierungen (Jahr, Titel, Platzierungen, Wochen, Auszeichnungen, Anmerkungen) | Höchstplatzierung, Gesamtwochen, AuszeichnungChartplatzierungen (Jahr, Titel, Platzierungen, Wochen, Auszeichnungen, Anmerkungen) | Höchstplatzierung, Gesamtwochen, AuszeichnungChartplatzierungen (Jahr, Titel, Platzierungen, Wochen, Auszeichnungen, Anmerkungen) | Anmerkungen                                                                                           |
| Jahr | Titel                    | DE | AT | CH | US | FR | BEW | Anmerkungen                                                                                           |
| ---- | ------------------------ | --- | --- | --- | --- | --- | --- | --- |
| 1991 | Lara Fabian              | — | — | — | — | — | — | Erstveröffentlichung: 1991                                                                            |
| 1994 | Carpe diem               | — | — | — | — | FR4* (35 Wo.)FR | BEW16* (21 Wo.)BEW | Erstveröffentlichung: 1994 *Wiederveröffentlichung: 18. September 1998                                |
| 1997 | Pure                     | — | — | CH— PlatinCH | — | FR3 Diamant · (111 Wo.)FR | BEW3 Platin · (98 Wo.)BEW | Erstveröffentlichung: 30. Mai 1997                                                                    |
| 1999 | Lara Fabian              | DE26 (18 Wo.)DE | AT24 (8 Wo.)AT | CH14 Gold · (37 Wo.)CH | US85 (16 Wo.)US | FR1 Platin · (16 Wo.)FR | BEW2 Platin · (36 Wo.)BEW | Erstveröffentlichung: 29. November 1999 englische Version von Lara Fabian (1991)                      |
| 2001 | Nue                      | — | — | CH10 Gold · (30 Wo.)CH | — | FR2 ×2Doppelplatin · (85 Wo.)FR                                                                                                   | BEW1 Gold · (58 Wo.)BEW | Erstveröffentlichung: 27. August 2001                                                                 |
| 2004 | A Wonderful Life         | DE80 (2 Wo.)DE | — | CH18 (12 Wo.)CH | — | FR8 (17 Wo.)FR | BEW4 (20 Wo.)BEW | Erstveröffentlichung: 1. Juni 2004                                                                    |
| 2005 | 9                        | — | — | CH32 (8 Wo.)CH | — | FR3 Platin · (85 Wo.)FR | BEW2 Platin · (39 Wo.)BEW | Erstveröffentlichung: 14. März 2005                                                                   |
| 2009 | Toutes les femmes en moi | — | — | CH41 (5 Wo.)CH | — | FR3 (46 Wo.)FR | BEW1 Gold · (46 Wo.)BEW | Erstveröffentlichung: 25. Mai 2009 auch als DVD mit dem Titel Toutes les femmes en moi font leur show |
| 2009 | Every Woman in Me        | — | — | — | — | — | — | Erstveröffentlichung: 14. Dezember 2009                                                               |
| 2012 | Mademoiselle Zhivago     | — | — | — | — | — | BEW2 (31 Wo.)BEW | Erstveröffentlichung: 7. September 2012                                                               |
| 2013 | Le secret                | — | — | CH16 (7 Wo.)CH | — | FR1 Gold · (26 Wo.)FR | BEW1 Gold · (51 Wo.)BEW | Erstveröffentlichung: 15. April 2013                                                                  |
| 2015 | Ma vie dans la tienne    | — | — | CH14 (6 Wo.)CH | — | FR4 Platin · (32 Wo.)FR | BEW3 Gold · (58 Wo.)BEW | Erstveröffentlichung: 6. November 2015                                                                |
| 2017 | Camouflage               | — | — | CH27 (2 Wo.)CH | — | FR17 (4 Wo.)FR | BEW4 (21 Wo.)BEW | Erstveröffentlichung: 6. Oktober 2017                                                                 |
| 2019 | Papillon                 | — | — | CH58 (1 Wo.)CH | — | FR12 (17 Wo.)FR | BEW2 (34 Wo.)BEW | Erstveröffentlichung: 8. Februar 2019                                                                 |
| 2020 | Lockdown Sessions        | — | — | — | — | — | — | Erstveröffentlichung: 16. Dezember 2020                                                               |
| 2024 | Je suis là               | — | — | CH66 (1 Wo.)CH | — | FR10 (18 Wo.)FR | BEW4 (23 Wo.)BEW | Erstveröffentlichung: 29. November 2024                                                               |

grau schraffiert: keine Chartdaten aus diesem Jahr verfügbar

### Livealben
| Jahr | Titel             | Höchstplatzierung, Gesamtwochen, AuszeichnungChartplatzierungen (Jahr, Titel, Platzierungen, Wochen, Auszeichnungen, Anmerkungen) | Höchstplatzierung, Gesamtwochen, AuszeichnungChartplatzierungen (Jahr, Titel, Platzierungen, Wochen, Auszeichnungen, Anmerkungen) | Höchstplatzierung, Gesamtwochen, AuszeichnungChartplatzierungen (Jahr, Titel, Platzierungen, Wochen, Auszeichnungen, Anmerkungen) | Anmerkungen                                                    |
| Jahr | Titel             | CH | FR | BEW | Anmerkungen                                                    |
| ---- | ----------------- | --- | --- | --- | -------------------------------------------------------------- |
| 1999 | Live              | — | FR1 Platin · (29 Wo.)FR | BEW1 Gold · (32 Wo.)BEW | Erstveröffentlichung: 1999                                     |
| 2002 | Live              | CH61 (8 Wo.)CH | FR10 ×2Doppelgold · (18 Wo.)FR | BEW9 (10 Wo.)BEW | Erstveröffentlichung: 12. November 2002                        |
| 2003 | En toute intimité | CH31 (12 Wo.)CH | FR6 Platin · (49 Wo.)FR | BEW1 (42 Wo.)BEW | Erstveröffentlichung: 17. Oktober 2003                         |
| 2006 | Un regard 9 live  | CH41 (2 Wo.)CH | FR7 (15 Wo.)FR | BEW3 (23 Wo.)BEW | Erstveröffentlichung: 20. Oktober 2006 auch als DVD erschienen |

### Kompilationen
| Jahr | Titel               | Höchstplatzierung, Gesamtwochen, AuszeichnungChartplatzierungen (Jahr, Titel, Platzierungen, Wochen, Auszeichnungen, Anmerkungen) | Höchstplatzierung, Gesamtwochen, AuszeichnungChartplatzierungen (Jahr, Titel, Platzierungen, Wochen, Auszeichnungen, Anmerkungen) | Höchstplatzierung, Gesamtwochen, AuszeichnungChartplatzierungen (Jahr, Titel, Platzierungen, Wochen, Auszeichnungen, Anmerkungen) | Anmerkungen                             |
| Jahr | Titel               | CH | FR | BEW | Anmerkungen                             |
| ---- | ------------------- | --- | --- | --- | --------------------------------------- |
| 2010 | Best of Lara Fabian | CH97 (1 Wo.)CH | FR172 Gold · (3 Wo.)FR | BEW1 Platin · (36 Wo.)BEW | Erstveröffentlichung: 15. November 2010 |

Weitere Kompilationen
- 2009: 2 For 1: Carpe diem + Lara Fabian
- 2010: 2 For 1: Pure + Nue
- 2011: 2cd originaux: Nue / Toutes les femmes en moi
- 2011: 4 albums originaux
- 2015: Essential

### Singles
| Jahr | Titel Album                                  | Höchstplatzierung, Gesamtwochen, AuszeichnungChartplatzierungen (Jahr, Titel, Album, Platzierungen, Wochen, Auszeichnungen, Anmerkungen) | Höchstplatzierung, Gesamtwochen, AuszeichnungChartplatzierungen (Jahr, Titel, Album, Platzierungen, Wochen, Auszeichnungen, Anmerkungen) | Höchstplatzierung, Gesamtwochen, AuszeichnungChartplatzierungen (Jahr, Titel, Album, Platzierungen, Wochen, Auszeichnungen, Anmerkungen) | Höchstplatzierung, Gesamtwochen, AuszeichnungChartplatzierungen (Jahr, Titel, Album, Platzierungen, Wochen, Auszeichnungen, Anmerkungen) | Höchstplatzierung, Gesamtwochen, AuszeichnungChartplatzierungen (Jahr, Titel, Album, Platzierungen, Wochen, Auszeichnungen, Anmerkungen) | Höchstplatzierung, Gesamtwochen, AuszeichnungChartplatzierungen (Jahr, Titel, Album, Platzierungen, Wochen, Auszeichnungen, Anmerkungen) | Höchstplatzierung, Gesamtwochen, AuszeichnungChartplatzierungen (Jahr, Titel, Album, Platzierungen, Wochen, Auszeichnungen, Anmerkungen) | Anmerkungen                                                   |
| Jahr | Titel Album                                  | DE | AT | CH | UK | US | FR | BEW | Anmerkungen                                                   |
| ---- | -------------------------------------------- | --- | --- | --- | --- | --- | --- | --- | ------------------------------------------------------------- |
| 1997 | Tout Pure                                    | — | — | — | — | — | FR4 (27 Wo.)FR | BEW— PlatinBEW | Erstveröffentlichung: 1997                                    |
| 1997 | Je t’aime Pure                               | — | — | — | — | — | FR6 (31 Wo.)FR | BEW6 Gold · (22 Wo.)BEW | Erstveröffentlichung: 1997                                    |
| 1998 | Humana Pure                                  | — | — | — | — | — | FR15 (21 Wo.)FR | BEW21 (11 Wo.)BEW | Erstveröffentlichung: 1998                                    |
| 1998 | Si tu m’aimes Pure                           | — | — | — | — | — | FR5 (27 Wo.)FR | BEW— GoldBEW | Erstveröffentlichung: 1998                                    |
| 1999 | La différence Pure                           | — | — | — | — | — | FR10 Silber · (19 Wo.)FR | — | Erstveröffentlichung: 15. Januar 1999                         |
| 1999 | Requiem pour un fou Live 1999                | — | — | CH54 (2 Wo.)CH | — | — | FR8 (16 Wo.)FR | BEW11 (17 Wo.)BEW | Erstveröffentlichung: 1999 mit Johnny Hallyday                |
| 1999 | Adagio Lara Fabian                           | — | — | — | — | — | FR5 Silber · (15 Wo.)FR | BEW3 (12 Wo.)BEW | Erstveröffentlichung: 13. Dezember 1999                       |
| 2000 | I Will Love Again Lara Fabian                | DE25 (23 Wo.)DE | AT16 (12 Wo.)AT | CH14 (29 Wo.)CH | UK63 (1 Wo.)UK | US32 (17 Wo.)US | FR16 (19 Wo.)FR | BEW5 Gold · (14 Wo.)BEW | Erstveröffentlichung: 6. März 2000                            |
| 2000 | I Am Who I Am Lara Fabian                    | DE70 (9 Wo.)DE | — | CH64 (7 Wo.)CH | — | — | FR67 (7 Wo.)FR | — | Erstveröffentlichung: 29. September 2000                      |
| 2001 | Love By Grace Lara Fabian                    | DE85 (2 Wo.)DE | — | — | — | — | — | — | Erstveröffentlichung: 8. Januar 2001                          |
| 2001 | J’y crois encore Nue                         | — | — | — | — | — | FR17 Silber · (29 Wo.)FR | — | Erstveröffentlichung: 6. Juli 2001                            |
| 2002 | Immortelle Nue                               | — | — | — | — | — | FR10 Silber · (18 Wo.)FR | BEW4 (14 Wo.)BEW | Erstveröffentlichung: 2002                                    |
| 2002 | Aimer déjà Nue                               | — | — | — | — | — | FR32 (12 Wo.)FR | BEW23 (4 Wo.)BEW | Erstveröffentlichung: 31. Mai 2002                            |
| 2002 | Tu es mon autre Nue                          | — | — | CH23 (19 Wo.)CH | — | — | FR5 Gold · (31 Wo.)FR | BEW— GoldBEW | Erstveröffentlichung: 4. November 2002 mit Maurane            |
| 2003 | Bambina En toute intimité                    | — | — | — | — | — | FR31 (13 Wo.)FR | — | Erstveröffentlichung: 2003 mit Jean-Félix Lalanne             |
| 2005 | La lettre 9                                  | — | — | CH62 (12 Wo.)CH | — | — | FR11 (18 Wo.)FR | — | Erstveröffentlichung: 14. März 2005                           |
| 2006 | L’homme qui n’avait pas de maison 9          | — | — | — | — | — | FR26 (14 Wo.)FR | — | Erstveröffentlichung: 22. Mai 2006                            |
| 2006 | Aime 9                                       | — | — | — | — | — | FR26 (23 Wo.)FR | BEW9 (15 Wo.)BEW | Erstveröffentlichung: 18. Dezember 2006                       |
| 2007 | Un cuore malato Made In Italy                | — | — | — | — | — | FR16 (20 Wo.)FR | BEW6 (20 Wo.)BEW | Erstveröffentlichung: 2007 mit Gigi D’Alessio                 |
| 2009 | Soleil soleil Toutes les femmes en moi       | — | — | — | — | — | — | BEW39 (1 Wo.)BEW | Erstveröffentlichung: 30. März 2009                           |
| 2010 | On s’aimerait tout bas Best of Lara Fabian   | — | — | — | — | — | — | BEW19 (7 Wo.)BEW | Erstveröffentlichung: 11. Oktober 2010                        |
| 2013 | Deux "ils" deux "elles" Le Secret            | — | — | — | — | — | FR88 (3 Wo.)FR | — | Erstveröffentlichung: 25. Februar 2013                        |
| 2014 | Make Me Yours Tonight –                      | — | — | — | — | — | FR151 (1 Wo.)FR | — | Erstveröffentlichung: 4. August 2014 mit Mustafa Ceceli       |
| 2014 | On se retrouvera –                           | — | — | — | — | — | FR197 (1 Wo.)FR | — | Erstveröffentlichung: 2014 mit Yoann Freget                   |
| 2015 | Quand je ne chante pas Ma vie dans la tienne | — | — | — | — | — | FR44 (1 Wo.)FR | BEW22 (1 Wo.)BEW | Erstveröffentlichung: 15. Juni 2015                           |
| 2015 | Ma vie dans la tienne                        | — | — | — | — | — | FR102 (4 Wo.)FR | BEW32 (3 Wo.)BEW | Erstveröffentlichung: 5. Oktober 2015                         |
| 2016 | Razorblade The Sound Of Me                   | — | — | — | — | — | FR131 (1 Wo.)FR | — | Erstveröffentlichung: 20. Juni 2016 Natalia feat. Lara Fabian |
| 2020 | Nos cœurs à la fenêtre –                     | — | — | — | — | — | — | BEW16 (2 Wo.)BEW | Erstveröffentlichung: 10. April 2020                          |
| 2024 | Ta peine –                                   | — | — | — | — | — | — | BEW28 (14 Wo.)BEW | Erstveröffentlichung: 26. Januar 2024                         |

## Auszeichnungen für Musikverkäufe
Lara Fabian hatte bis 2017 über 20 Millionen Tonträger verkauft.
| Goldene Schallplatte - Brasilien - 2001: für das Album Lara Fabian - Frankreich - 2003: für das Videoalbum Intime - Kanada - 2000: für das Album Lara Fabian - Norwegen - 2001: für das Album Lara Fabian Platin-Schallplatte - Kanada - 1996: für das Album Pure | 2× Platin-Schallplatte - Europa - 1999: für das Album Pure - Frankreich - 2003: für das Videoalbum En toute intimité - Kanada - 1994: für das Album Carpe Diem 3× Platin-Schallplatte - Frankreich - 2003: für das Videoalbum Live 2002 |

Anmerkung: Auszeichnungen in Ländern aus den Charttabellen bzw. Chartboxen sind in ebendiesen zu finden.
| Land/RegionAuszeichnungen für Musikverkäufe (Land/Region, Auszeichnungen, Verkäufe, Quellen) | Silber     | Gold       | Platin       | Diamant  | Verkäufe    | Quellen                                                    |
| -------------------------------------------------------------------------------------------- | ---------- | ---------- | ------------ | -------- | ----------- | ---------------------------------------------------------- |
| Belgien (BRMA)                                                                               | —          | 9× Gold9   | 5× Platin5   | —        | 260.000     | ultratop.be                                                |
| Brasilien (PMB)                                                                              | —          | Gold1      | —            | —        | 50.000      | pro-musicabr.org.br                                        |
| Europa (IFPI)                                                                                | —          | —          | 2× Platin2   | —        | (2.000.000) | ifpi.org (Memento vom 1. Januar 2014 im Internet Archive)  |
| Frankreich (SNEP)                                                                            | 4× Silber4 | 6× Gold6   | 12× Platin12 | Diamant1 | 4.060.000   | infodisc.fr snepmusique.com                                |
| Kanada (MC)                                                                                  | —          | Gold1      | 3× Platin3   | —        | 350.000     | musiccanada.com                                            |
| Norwegen (IFPI)                                                                              | —          | Gold1      | —            | —        | 20.000      | ifpi.no (Memento vom 5. November 2012 im Internet Archive) |
| Schweiz (IFPI)                                                                               | —          | 2× Gold2   | Platin1      | —        | 100.000     | hitparade.ch                                               |
| Insgesamt                                                                                    | 4× Silber4 | 20× Gold20 | 23× Platin23 | Diamant1 |             |                                                            |